# FKDショッピングモール宇都宮インターパーク店
FKDショッピングモール宇都宮インターパーク店（エフケーディー ショッピングモールうつのみやインターパークてん）は、栃木県宇都宮市に所在し、福田屋百貨店が運営するショッピングモールである。

## 概要
2003年（平成15年）7月21日にオープンした。北関東自動車道宇都宮上三川インターチェンジと新4号国道が交わるインターパーク宇都宮南に、日本の地方百貨店として初となる郊外型店舗として1994年に出店した宇都宮店をさらに進化させた新店舗である。
建物は地上4階建で、1・2階が店舗、3階は駐車場となっている。
2005年には、その隣接地に専門店モール「インターパークショッピングビレッジ」、2008年には「インターパークスタジアム」を開設して拡大し、全国有数のモータリゼーション社会となった地域特性を背景に北関東最大規模の商業施設「インターパークFKDタウン」として近県を含めた広域商圏からの集客に成功している。

## 歴史
- 2003年（平成15年）
  - 7月21日 - 開店（売場面積41,500m2、当時の栃木県内最大）。
  - 11月 - 宇都宮インターパーク店敷地内に栃木県内初のシネマコンプレックス「MOVIX宇都宮」オープン。
- 2005年（平成17年）11月23日 - 宇都宮インターパーク店第2期計画の専門店モール「インターパークショッピングビレッジ」オープン。
- 2008年（平成20年）
  - 3月20日 - 宇都宮インターパーク店第3期計画「インターパークスタジアム」一部先行オープン。
  - 10月 - 宇都宮インターパーク店第3期計画「インターパークスタジアム」グランドオープン。
- 2013年（平成25年）12月1日 - 「インターパークステージ」オープン。

## 交通
北関東自動車道宇都宮上三川ICよりすぐ。東日本旅客鉄道（JR東日本）宇都宮駅東口からお買い物専用無料送迎バスが運行されている。
なお、距離上ではJR雀宮駅が約5kmと最も近いが同駅からバスは運行されていない。